# The Kissing Booth 3
The Kissing Booth 3 (bra: A Barraca do Beijo 3; prt: A Banca dos Beijos 3) é um filme americano de comédia romântica de 2021, dirigido por Vince Marcello e escrito por Marcello em parceria com Jay Arnold, sendo uma sequência de The Kissing Booth e The Kissing Booth 2, é o terceiro e último capítulo da trilogia, baseado nos livros homônimos de Beth Reekles. É estrelado por Joey King, Joel Courtney, Jacob Elordi, Taylor Zakhar Perez, Maisie Richardson-Sellers, Meganne Young e Molly Ringwald. Foi lançado na Netflix em 11 de agosto de 2021 e, assim como os anteriores, recebeu críticas negativas.

## Premissa
A história acompanha Elle Evans, que está prestes a se formar e precisa tomar uma decisão difícil: ir para a faculdade com Noah ou seguir seus próprios sonhos. Dividida entre o amor e a amizade, ela tenta descobrir qual caminho seguir enquanto lida com as expectativas de todos ao seu redor.

## Elenco
- Joey King como Rochelle "Elle" Evans, namorada de Noah e melhor amiga de infância de Lee
- Joel Courtney como Lee Flynn, melhor amigo de infância de Elle, irmão de Noah e namorado de Rachel
- Jacob Elordi como Noah Flynn, namorado de Elle e irmão mais velho de Lee
- Taylor Zakhar Perez como Marco Valentin Peña, ex-interesse amoroso e amigo de Elle
- Maisie Richardson-Sellers como Chloe Winthrop, amiga de Noah, vinda de Boston
- Meganne Young como Rachel, namorada de Lee
- Molly Ringwald como Sra. Flynn, mãe de Noah e Lee
- Stephen Jennings como Mike Evans, pai de Elle e Brad
- Chloe Williams como Joni Evans
- Morné Visser como Sr. Flynn, pai de Noah e Lee
- Carson White como Brad Evans, irmão mais novo de Elle
- Bianca Bosch como Olivia
- Zandile Madliwa como Gwyneth
- Camilla Wolfson como Mia
- Judd Krok como Ollie
- Frances Sholto-Douglas como Vivian
- Evan Hengst como Miles
- Sanda Shandu como Randy
- Hilton Pelser como Barry
- Trent Rowe como Melvin
- Michelle Allen como Heather
- Joshua Eddy como Tuppen
- Nathan Lynn como Cameron
- Byron Langley como Warren
- Cameron Scott como Ashton
- Bianca Amato como Linda
- Daneel Van Der Walt como May

## Produção
Em julho de 2020, foi anunciado que o terceiro filme havia sido gravado em segredo junto com o segundo, em 2019, na África do Sul. Joey King, Jacob Elordi, Joel Courtney, Taylor Zakhar Perez, Maisie Richardson-Sellers e Meganne Young reprisam seus papéis. Vince Marcello assina novamente a direção do filme, além do roteiro, escrito em parceria com Jay Arnold.

## Lançamento
O filme foi lançado em 11 de agosto de 2021 na Netflix.

## Recepção

### Resposta da crítica
No site agregador de críticas Rotten Tomatoes, 25% das 20 resenhas dos críticos são positivas, com uma classificação média de 3,6/10. O Metacritic, que usa uma média ponderada, atribuiu ao filme uma pontuação de 36 em 100, baseado em 8 críticos, indicando críticas "geralmente desfavoráveis".
No The New York Times, Natalia Winkleman chamou The Kissing Booth 3 de "um final adequado, embora sem graça". Kate Erbland, do IndieWire, deu uma nota D+ ao filme, criticando os personagens e a direção. Ela escreveu: "King continua dando vida à Elle, mesmo quando ela toma decisões absurdas e imaturas, enquanto Elordi se resume a parecer irritado e Courtney fica encarregado de sérios ataques de choro." Ela também afirmou que a trilogia, como um todo, "poderia oferecer uma visão mais adulta e sincera da vida adolescente, mas prefere recuar para um território inocente e completamente imaturo." Monica Castillo, do RogerEbert.com, deu ao filme 1,5 de 4 estrelas e escreveu: "Para crédito de Marcello e do corroteirista Jay S. Arnold, há algumas surpresas que fogem dos clichês mais esperados das comédias românticas juvenis. Mas o restante é mais do mesmo drama romântico adolescente que já vimos antes."
Peter Debruge, da Variety, escreveu: "há muito fan service... mas também uma sensação de identidade que chega tarde, dando a esta sequência de junk food cinematográfico apenas o valor nutricional suficiente para ajudar seu público jovem a repensar como definir suas próprias prioridades após o ensino médio."